# Beaujolais nouveau
Beaujolais nouveau è un popolare vino novello rosso francese (basato sul vitigno Gamay), prodotto nel Beaujolais (che è un'area AOC, ovvero appellation d'origine contrôlée, analoga all'italiana DOC), nei pressi di Lione.
La capitale storica della regione del Beaujolais è Beaujeu. Vi sono dieci crus di vino beaujolais, prodotti a nord, sulle colline granitiche dell'Haut-Beaujoulais, ma il Beaujolais più conosciuto, e di gran lunga il più bevuto, è il Beaujolais nouveau (o primeur), il giovane vino rosso novello, vinificato con uve provenienti dal Beaujolais AOC, ma escludendo le uve dei 10 più pregiati cru.
Il processo di produzione (macerazione carbonica) è stato scoperto quasi casualmente negli anni '30: esperimenti fatti alla ricerca di un metodo di conservazione dell'uva, in contenitori saturi di anidride carbonica, hanno portato all'inaspettato risultato di ottenere un mosto particolare, la cui fermentazione portò al primo "Nouveau".
La moda del Beaujolais nouveau, alimentata da imponenti campagne di marketing, ha da tempo oltrepassato i confini francesi.
A partire dalla mezzanotte del terzo giovedì di novembre di ogni anno, il Beaujolais nouveau viene spedito in tutto il mondo, per accontentare tutti coloro che vogliono togliersi il capriccio di bere questo vino novello.

## Territorio
I Vigneti della Côte beaujolais coprono un'area di oltre 20.000 ettari. Le viti, ad alberello, sono tozze e basse e differenti da quelle coltivate più a nord.
La lunga, ondulata catena dei monti del Beaujoulais, la più alta cima dei quali, il monte Saint-Rigaud, raggiunge i 1.009 m s.l.m., protegge i pendii che guardano a est, verso la Saona.